# Baldissero Torinese
Baldissero Torinese (piemonti nyelven Baudsè vagy Baudissè) egy olasz község (comune) a Piemont régióban.